# Baeacis intermedia
Baeacis intermedia är en stekelart som beskrevs av Förster 1878. Baeacis intermedia ingår i släktet Baeacis och familjen bracksteklar. Inga underarter finns listade.